# Ceratostigma plumbaginoides
Espèce
Classification phylogénétique
Ceratostigma plumbaginoides (la Dentelaire de Chine) est une espèce de plantes de la famille des Plumbaginacées.
Elle est originaire de Chine où son nom chinois est : 蓝雪花.
Les autres noms vernaculaires sous lesquels elle est connue incluent: dentelaire de Lady Larpent, dentelaire bleue, dentelaire rampante, plumbago de Chine et plumbago rampant.

## Position taxinomique et historique
En 1833, Alexander Andrejewitsch von Bunge la décrit et la place comme espèce type dans le genre qu'il crée à cette occasion.
En 1842, Christian Ferdinand Friedrich Hochstetter redécrit le genre sous le nom de Valoradia, avec deux espèces africaines. En 1848, Pierre Edmond Boissier y place cette espèce en 1888 : Valoradia plumbaginoides (Bunge) Boiss..
Elle compte deux synonymes :
- Plumbago larpentae Lindl.
- Valoradia plumbaginoides (Bunge) Boiss.

## Description
Il s'agit de plantes herbacées vivaces, de vingt à trente centimètres de haut.
Cette espèce est rhizomateuse, tapissante.
Elle fleurit à partir de juillet jusqu'à octobre.
Les inflorescences, terminales ou axillaires, portent de 15 à 20 fleurs bleu-gentiane.
Elle compte 2 n = 14 chromosomes.

## Distribution
Cette espèce est originaire de Chine : Beijing, Henan, Jiangsu, Shanxi, Zhejiang.
Elle se développe dans les endroits rocailleux, plutôt secs et ensoleillés.
Son utilisation ornementale l'a diffusée dans l'ensemble des pays à climat tempéré. Elle est actuellement très largement disponible en France.
Elle est aussi utilisée comme plante tapissante pour stabiliser les talus.